# Фёдоровка (Тамбовский район)
Фёдоровка — деревня в Тамбовском районе Тамбовской области России. Входит в Красносвободненский сельсовет.

## География
Расположена в центральной части Тамбовской области в 15 км к юго-востоку от Тамбова, в 1,5 км западнее автомобильной магистрали — М6 «Каспий», на берегу реки Большой Липовицы.
На севере примыкает к деревне Борщёвка.

## История
Деревня упоминается в документах ревизской сказки 1834 года по Тамбовскому уезду. Она принадлежала коллежской советнице Татьяне Сергеевой. За ней было записано: 150 мужских душ, женщин — 114, а домов - 18. В числе крестьян-домохозяев значились: Яковлев Савелий, Иванов Ларион, Емельянов Андрей, Давыдов Андрей, Семенов Дмитрий, Казьмин Ефим, Егоров Петр, Макаров Аким.

## Население
| 2010 |
| ---- |
| 77   |

На 2012 год — 70 жителей.